# Distretto di Phou Kout
Il distretto di Phou Kout è uno degli otto distretti (mueang) della provincia di Xiangkhoang, nel Laos. Ha come capoluogo la città di Phou Kout.